# Royal Rumble (2006)
Royal Rumble 2006 est le dix-neuvième Royal Rumble de la World Wrestling Entertainment. Il s'est déroulé le 29 janvier 2006 au AmericanAirlines Arena situé à Miami, Floride. L'évènement utilisait comme thème la Rome antique, tout comme WrestleMania IX ou comme le Royal Rumble 2016 avec notamment les pubs montrant Vince McMahon en tant que Jules César avec sa famille. 
C'est le dernier Royal Rumble avant le retour définitif de la ECW.
Rey Mysterio, Psicosis, Road Warrior,Chavo Guerrero et Super Crazy portaient tous les 5 un brassard à chaque bras avec les lettres EG en l'honneur d'Eddie Guerrero décédé 2 mois avant le Royal Rumble.
En France, cet évènement a fait l'objet d'une sortie en DVD chez One Plus One.

## Résultats
- Heat match : Finlay def. Brian Kendrick (2:07)
  - Finlay a effectué le tombé sur Kendrick après un Celtic Cross.
- Gregory Helms def. Kid Kash (c), Funaki, Jamie Noble, Nunzio et Paul London dans un 6-Way Cruiserweight match pour remporter le WWE Cruiserweight Championship (7:40)
  - Helms a effectué le tombé sur Funaki après un Shining Wizard.
  - Ce match était un défi ouvert de Kid Kash à tous les anciens champions Cruiserweight.
  - Helms était une superstar de RAW avant ce match mais du coup changeait pour SmackDown!
- Mickie James def. Ashley Massaro (avec Trish Stratus en tant qu'arbitre spéciale) (7:44)
  - James a effectué le tombé sur Massaro après un powerbomb.
- The Boogeyman def. John "Bradshaw" Layfield (w/Jillian Hall) (1:54)
  - Boogeyman a effectué le tombé sur JBL après un Pumphandle Slam.
- Rey Mysterio a remporté le Royal Rumble 2006 (15:49:38)
  - Rey Mysterio et Randy Orton étaient les deux derniers participants. Mysterio a contré Orton avec 619 par-dessus la troisième corde pour remporter le Royal Rumble.
- John Cena def. Edge (w/Lita) pour remporter le WWE Championship (15:01)
  - Cena a fait abandonner Edge sur le STFU.
- Kurt Angle def. Mark Henry (w/Daivari) pour conserver le World Heavyweight Championship (9:29)
  - Angle a effectué le tombé sur Henry avec un roll-up s'aidant également des cordes.
  - The Undertaker venait après le match, et défiait Angle pour le World Heavyweight Championship.Le match fut fixé pour No Way Out 2006.

## Entrées et éliminations du Royal Rumble
Le rouge ██ indique une superstar de RAW, le bleu ██ indique une superstar de SmackDown. Un nouvel entrant arrivait approximativement toutes les 90 secondes.
| Entrée | Entrant             | Division | Ordre d'élimination | Éliminé par                  | Temps |
| ------ | ------------------- | -------- | ------------------- | ---------------------------- | ----- |
| 1      | Triple H            | Raw      | 28                  | Rey Mysterio                 | 60:16 |
| 2      | Rey Mysterio        | SD!      | -                   | Vainqueur                    | 62:12 |
| 3      | Simon Dean          | SD!      | 1                   | Rey Mysterio et Triple H     | 0:45  |
| 4      | Psicosis            | SD!      | 2                   | Rey Mysterio                 | 1:15  |
| 5      | Ric Flair           | Raw      | 3                   | Triple H                     | 1:20  |
| 6      | Big Show            | Raw      | 7                   | Triple H                     | 9:02  |
| 7      | Jonathan Coachman   | Raw      | 4                   | Big Show                     | 0:30  |
| 8      | Bobby Lashley       | SD!      | 6                   | Big Show et Kane             | 4:17  |
| 9      | Kane                | Raw      | 8                   | Triple H                     | 3:33  |
| 10     | Sylvan              | SD!      | 5                   | Lashley                      | 0:18  |
| 11     | Carlito             | Raw      | 26                  | Rob Van Dam                  | 38:30 |
| 12     | Chris Benoit        | SD!      | 17                  | Randy Orton                  | 30:31 |
| 13     | Booker T            | SD!      | 9                   | Chris Benoit                 | 0:22  |
| 14     | Joey Mercury        | SD!      | 22                  | Johnny Nitro                 | 29:14 |
| 15     | Tatanka             | SD!      | 12                  | Joey Mercury et Johnny Nitro | 14:09 |
| 16     | Johnny Nitro        | SD!      | 23                  | Shawn Michaels               | 27:22 |
| 17     | Trevor Murdoch      | Raw      | 13                  | Shawn Michaels               | 13:41 |
| 18     | Eugene              | Raw      | 15                  | Chris Benoit                 | 16:25 |
| 19     | Road Warrior Animal | SD!      | 10                  | Rob Van Dam                  | 2:49  |
| 20     | Rob Van Dam         | Raw      | 27                  | Rey Mysterio                 | 30:52 |
| 21     | Orlando Jordan      | SD!      | 21                  | Randy Orton                  | 16:09 |
| 22     | Chavo Guerrero      | Raw      | 11                  | Triple H                     | 1:01  |
| 23     | Matt Hardy          | SD!      | 14                  | Viscera                      | 7:42  |
| 24     | Super Crazy         | SD!      | 16                  | Rey Mysterio                 | 7:40  |
| 25     | Shawn Michaels      | Raw      | 25                  | Shane McMahon                | 12:55 |
| 26     | Chris Masters       | Raw      | 19                  | Carlito                      | 7:01  |
| 27     | Viscera             | Raw      | 18                  | Carlito et Chris Masters     | 5:20  |
| 28     | Shelton Benjamin    | Raw      | 24                  | Shawn Michaels               | 6:51  |
| 29     | Goldust             | Raw      | 20                  | Rob Van Dam                  | 3:09  |
| 30     | Randy Orton         | SD!      | 29                  | Rey Mysterio                 | 13:04 |

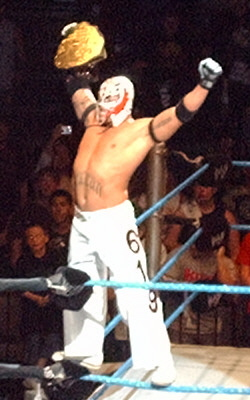
Rey Mysterio, vainqueur du Royal Rumble match.

- Avec cette victoire, Rey est devenu à la fois le plus petit et le plus léger vainqueur de RR.
- Rey Mysterio a involontairement éliminé Rob Van Dam alors que ce dernier était sur le turnbuckle(il voulait tenter un 5-stars frog splash) et que Rey Mysterio fut poussé sur lui par Triple H.
- Shane et Vince McMahon, n'étant pas dans le match, sont intervenus pour distraire et éliminer Shawn Michaels.
- Rey a dédié ce match à son meilleur ami Eddie Guerrero qui était mort le 13 novembre 2005, soit 2 mois et demi avant le rumble.
- Sylvan est celui qui est resté le moins longtemps sur le ring avec 18 secondes.